# Cheiraster californicus
Cheiraster californicus is een zeester uit de familie Benthopectinidae.
De wetenschappelijke naam van de soort werd in 1942 gepubliceerd door Fred C. Ziesenhenne.